# Andrea Waldis
Andrea Waldis, née le 13 juin 1994, est une coureuse cycliste suisse. Spécialisée en VTT jusqu'en 2017, elle est notamment championne du monde de cross-country juniors en 2012. Elle s'est ensuite tournée vers la piste, où elle remporte plusieurs titres nationaux.

## Biographie
Andrea Waldis pratique le VTT à partir de ses neuf ans. Elle est notamment championne du monde de cross-country juniors en 2012 et lauréate de deux manches de la coupe du monde de cross-country juniors en 2013.
En 2017, elle passe du VTT à la piste, avec les Jeux olympiques de 2020 pour objectif. Aux championnats de Suisse, elle décroche les titres de l'omnium, de la course aux points et du scratch cette année-là. À l'automne, aux championnats d'Europe à Berlin, elle prend la quatrième place de l'omnium. En début d'année 2018, elle prend part à ses premiers championnats du monde, à Apeldoorn aux Pays-Bas. Elle y est septième de la course aux points et quinzième de l'omnium. En 2019, elle décroche quatre titres nationaux sur piste. En 2020, elle est championne de Suisse d'omnium pour la troisième fois. À la fin de la saison 2021, elle met un terme à sa carrière de cycliste afin de travailler comme institutrice.

## Palmarès en VTT

### Championnats du monde
- 2011
  - 7e du cross-country juniors
- 2012
  -  Championne du monde de cross-country juniors
- 2014
  - 12e du cross-country espoirs

### Coupe du monde
- Coupe du monde de cross-country juniors
  - 2012 : vainqueur d'une manche

- Coupe du monde de cross-country espoirs
  - 2013 : 3e du classement général, vainqueur de deux manches
  - 2014 : 16e du classement général
  - 2015 : 8e du classement général
  - 2016 : 10e du classement général

- Coupe du monde de cross-country
  - 2017 : 58e du classement général
  - 2021 : 59e du classement général

## Palmarès sur piste

### Championnats du monde
| Édition / Épreuve | Omnium | Course aux points |
| Apeldoorn 2018    | 7e     | 15e               |
| Pruszków 2019     | 15e    | 16e               |
| Berlin 2020       | 13e    | 18e               |

### Championnats d'Europe
| Édition / Épreuve | Américaine | Omnium |
| Berlin 2017       | 10e        | 4e     |
| Glasgow 2018      | 13e        | 12e    |
| Apeldoorn 2019    | 9e         |        |

### Championnats nationaux
- Championne de Suisse d'omnium en 2017, 2019 et 2020
- Championne de Suisse de course aux points en 2017, 2018 et 2019
- Championne de Suisse du scratch en 2017 et 2019
- Championne de Suisse de course à l'américaine en 2018 et 2019 (avec Léna Mettraux)